# Aurelio Covotti
Aurelio Covotti, pseudonimo di Aurelio Covotta (Ariano di Puglia, 23 marzo 1871 – Ariano Irpino, 11 maggio 1956), è stato un filologo e storico della filosofia italiano.

## Biografia
Nacque dall'agrimensore benestante Giuseppe Covotta (tale è il cognome di famiglia che il futuro professore mutò in Covotti, sin da giovane diciannovenne, firmando così i primi suoi articoli che scriveva sui fogli locali e tutti i suoi lavori successivi) e da Chiara de Felice, che il padre sposò in prime nozze, vedova di Ettore del Conte, possidente, già ufficiale dell'esercito borbonico. 

### Gli studi alla Normale di Pisa
Studiò alla Scuola Normale Superiore di Pisa, dove si laureò, con il massimo dei voti e la lode, alla Facoltà di Filosofia nel 1892 discutendo una tesi dal titolo Per la Storia della Sofistica Greca – Studi sulla filosofia teoretica di Protagora. Alla Normale entrò in amicizia con Giovanni Gentile, in un rapporto destinato a incrinarsi col tempo. In seguito si perfezionò in filologia classica, prima a Firenze e poi a Berlino, dove ebbe come maestro Hermann Diels (1848-1922), al quale si legò con vincoli di profonda amicizia e alla cui memoria dedicò una delle sue opere più famose: I Presocratici. Altri suoi maestri insigni furono: Donato Jaja (1838-1914); Alessandro Paoli (1838-1917); Felice Tocco (1845-1911); Girolamo Vitelli (1849-1935).

### Abilitazione all'insegnamento e premio all'accademia dei Lincei
Il 30 gennaio 1899 si abilitò per l'insegnamento di Storia della Filosofia. Nel 1903 vinse il premio dell'Accademia dei Lincei per i seguenti lavori: La Cosmogonia plotiniana (1895); La doppia redazione della Metafisica di Aristotele (1896); Studi sulla filosofia teoretica di Protagora (1896); Le Teorie dello Spazio e del Tempo nella filosofia greca fin ad Aristotele (1897); Quibus, libris vitarum in libro VII scribendo Laertius usus fuerit (1896); Il cósmos noetós di Plotino (1898); Melissi Samii reliquae (1897); La filosofia di Michele Psello (1897); Teoria della stilometria applicata ai dialoghi platonici (1898); La filosofia nella Magna Grecia e in Sicilia fino a Socrate (1900).

### L'amicizia con Luigi Einaudi e il matrimonio
Durante il periodo di insegnamento all'Università di Torino strinse rapporti di amicizia con Luigi Einaudi. Nella stessa città conobbe la compagna della sua vita, Lina Alati, dalla quale non ebbe figli; ciò lo spinse ad adottare Maria Lo Chiatto, cui diede il suo cognome. Dal 1909 al 1941, insegnò all'Università di Napoli quale titolare della cattedra di Storia della Filosofia. Sempre nella città partenopea fu docente di Pedagogia al Magistero Parificato “Suor Orsola Benincasa”. 
Fu membro della Società Reale (poi divenuta Società Nazionale di Scienze Lettere ed Arti) della cui Sezione Morale e Politica fu vicepresidente. Fu, inoltre, tra i collaboratori dell'Enciclopedia Italiana Treccani per il settore della filosofia antica, anche se limitatamente ai volumi II e III dell'anno 1929.

### La cattedra di filosofia alla Federico II e le accuse di Croce
Divenuto titolare della cattedra di Storia della Filosofia a Napoli, Benedetto Croce parlò di “disonestà nella vita universitaria italiana”, definendolo “l'appendice di comodo” del professore neokantiano Filippo Masci (docente di Filosofia Teoretica), in quanto avrebbe voluto che l'ambitissima sede dell'Ateneo federiciano fosse toccata a Gentile, per averlo accanto a sé per una più stretta collaborazione alla rivista La Critica.

## Il pensiero e la polemica con Benedetto Croce
Con Il Primo storico della Filosofia (1909) e La Vita e il Pensiero di A. Schopenhauer (1910), nel rispondere implicitamente alle deleterie accuse di Croce, che ne additava i limiti come semplice filologo e cultore della filosofia arcaica (“un bravo filologo ma niente altro”), prendeva le distanze dalle costruzioni aprioristiche e arbitrarie della storiografia idealistica e neoidealistica, ripristinando il valore dell'individuo come soggetto di conoscenza, riflessione e critica. Tale polemica, come ebbe a scrivere Michele Giorgiantonio diversi anni dopo nel recensire I Presocratici, sembrava ripercorrere quella fra Kant e Hegel, che oppone alla “via che è ben lontana dalla via degli uomini” (Parmenide), quella che valorizza “quanto è diritto che sappiano o mortali” (Empedocle). Della visione storiografica hegeliana rimaneva soltanto un'unica esigenza veritiera, quella di una concatenazione dei vari sistemi filosofici: non era lo Spirito che è Storia a creare, ma erano singoli rari individui a precorrere, con la loro genialità, i tempi e le tappe storiche. Insomma, gli storici della filosofia di marca idealistica e neoidealistica, secondo Covotti, invece di ricercare di fatto, in qual modo un dato pensiero si era venuto a formare, stabilivano, in teoria, in qual modo esso avrebbe dovuto formarsi.
È questo il criterio fondamentale cui risponderà tutta la sua opera storiografica, dal primo all'ultimo suo lavoro.

## Le opere
Scrisse numerosi saggi filosofici che, riuniti insieme, furono pubblicati, anche se non tutti, nelle sue opere più famose: I Presocratici (1934) e Da Aristotele ai Bizantini (1935).	Gli altri saggi, oltre ai già menzionati, portano i seguenti titoli: Il primo storico della filosofia - La filosofia nella Jonia fino a Socrate - Dal Mito alla Scienza: la Scuola di Mileto - L'oscuro di Efeso: Eraclito – Intorno al fr. 90 (Diels) di Eraclito – Intorno al fr. 30 (Diels) di Eraclito – Le fonti indirette dei primi Pitagorei – I «numeri» di Filolao e il «movimento della Terra» - Il «dubbio» di Senofane – La «verità afisica» di Parmenide e l'«aiuto» di Zenone – Intorno al voluto monoteismo di Senofane – Intorno alla finitezza dell'essere parmenideo – Intorno alla polemica di Parmenide contro Eraclito – Intorno alla seconda parte del Poema di Parmenide – Intorno agli attributi dell'essere parmenideo – I voluti frammenti di Epicarmo – Epicarmea – Il mondo non ingannevole di Empedocle e le sue quattro radici - Le «Purificazioni» e la leggenda di Empedocle – Un metafisico polemista prima di Socrate: Melisso di Samo - Il «Fisicissimo» del V secolo a.C. : Anassagora di Clazomene – Un filosofo soprannominato «Intelletto»: Anassagora di Clazomene – Il «Piccolissimo» nel V secolo a.C. e le origini dell'atomismo: Leucippo di Abdera – Medici e Filosofi nel V secolo a.C. : Diogene di Apollonia – L'ultimo dei Fisici prima di Socrate: Archelao – Polemiche filosofiche nel V secolo a.C. – Democrito e la sua posizione storica – Intorno al problema della conoscenza in Democrito.
Larga eco ebbero, inoltre, due opere su Schopenhauer: La Vita e il Pensiero di A. Schopenhauer (1910) (Croce, nel recensire tale opera sulla rivista La Critica, ne operava una vera e propria stroncatura, in evidente contrasto con la recensione di Giovanni Calò, apparsa sulla rivista Il Marzocco, il quale pur evidenziando dei limiti – come l'inserimento del contenuto delle opere dell'autore trattato nella narrazione delle vicende della sua vita e della sua anima, tanto da apparire più una biografia che la disamina intrinseca d'un pensiero – ne riconosceva pregi innegabili. Croce, tra l'altro, affermava che Covotti aveva scelto il “più facile tra i filosofi poskantiani”, Schopenhauer, come se fosse possibile parlare di una filosofia “facile” e di una “difficile”, di “quasi” filosofia e di “vera” filosofia, di una filosofia “superiore” e di una “inferiore”) e La Metafisica del Bello e dei Costumi (1934). Pubblicò alcuni studi su: «Gli artisti» di Federico Schiller (1914) (anche questo lavoro fu fortemente criticato da B. Croce, che imputava a Covotti di aver scelto un tema, l'estetica di Schiller, su cui si era “accumulata negli ultimi tempi un'abbondante letteratura, da riuscire ormai quasi fastidiosa” e fra le altre cose, di aver scambiato la sede dell'università per una loggia massonica, nell'evidenziare l'alta funzione sociale dell'arte, foriera dell'ideale democratico); Gli occasionalisti: Geulincx e Melebranche (1937) e Baruch Spinoza (una relazione sul Tractatus theologico-politicus, del 1914); Spinoza. La trasformazione della dottrina di Cartesio. Il puro naturalismo (1933); Spinoza: il trattato «De intellectus emendatione», inserito in Lezioni sulla Storia della Filosofia del 1934). Infine, nel periodo di insegnamento nella veste di docente di Pedagogia al Magistero Parificato “Suor Orsola Benincasa”, diede alle stampe due corposi volumi su Pestalozzi (1939 e 1940). Sullo stesso pedagogista ed educatore, nel 1927, aveva pubblicato Intorno a Pestalozzi, Kant, Fichte.

## Gli inediti
Restano inediti alcuni suoi scritti, in massima parte in lingua tedesca e francese, fra i quali spiccano: Giovan Battista Vico – La Scienza Nuova; Bacone-Cartesio-Vico (tedesco-italiano-latino, 1921); Il Misticismo - dalla filosofia indiana a Meister Eckhart (francese-italiano, 1914); L'Educazione dalla Riforma alla prima metà dell'Ottocento (tedesco, 1919); Friedrich Schiller – Il pensiero estetico; ecc.

## Gli ultimi anni di vita
Si congedò dalla Scuola col titolo di Professore emerito nel 1941, dopo essere stato Preside della Facoltà di Lettere e Filosofia, dedicandosi alle ultime corrispondenze epistolari con dotti filosofi di diverse nazioni.
Da allora fino alla morte visse nella natia Ariano Irpino. Sulla sua tomba si legge un epitaffio dettato dal prof. Aristide Graziano: Aurelio Covotti / cultore insigne di filosofia antica / egregio oltre i confini della patria nostra / volse costante / il fervido acume della sua mente / alla ricerca del Vero.